# Barbara Wiese
Hon. Barbara Jean Wiese (* 14. Januar 1950) ist eine australische Politikerin der Labor Party, die zwischen 1979 und 1995 Mitglied des South Australian Legislative Council sowie mehrmals Ministerin war. Sie war die erste Frau, die für ihre Partei ein Ministeramt innehatte.

## Leben
Barbara Jean Wiese wurde für die Labor Party am 15. September 1979 erstmals Mitglied des South Australian Legislative Council, des Oberhauses des Parlaments von South Australia, und gehörte diesem bis zu ihrem Verzicht auf eine erneute Kandidatur am 15. September 1995 an. Ihr Sitz wurde daraufhin am 26. September 1995 von ihrem Parteifreund Paul Holloway übernommen. Während ihrer Parlamentszugehörigkeit war sie unter anderem zwischen dem 3. Mai 1983 und dem 16. Juli 1985 Mitglied des Gemeinsamen Ausschusses für nachgeordnete Gesetzgebung (Joint Committee on Subordinate Legislation).
Am 16. Juli 1985 wurde Barbara Wiese in die Regierung von Premier John Bannon berufen und bekleidete in dieser bis zum 4. September 1992 durchgängig das Amt als Tourismusministerin (Minister of Tourism). Sie war die erste Frau, die für ihre Partei ein Ministeramt innehatte. Daneben war sie zwischen dem 16. Juli 1985 und dem 20. April 1989 Jugendministerin (Minister of Youth Affairs), Ministerin für Kommunalverwaltung (Minister of Local Government) und Beigeordnete Ministerin beim Kunstminister (Minister Assisting the Minister for the Arts). Nach einer Regierungsumbildung fungierte sie außerdem vom 20. April bis zum 14. Dezember 1989 als Ministerin für staatliche Dienste (Minister of State Services). Nach einer neuerlichen Umbildung der Regierung Bannon nach der Wahl vom 25. November 1989 war sie außerdem zwischen dem 14. Dezember 1989 und dem 4. September 1992 Ministerin für Kleinunternehmen (Minister of Small Business) und Ministerin für Verbraucherangelegenheiten (Minister of Consumer Affairs). In der darauf folgenden Regierung von Premier Lynn Arnold war sie zunächst vom 4. September bis zum 1. Oktober 1992 weiterhin Tourismusministerin, Ministerin für Kleinunternehmen und Ministerin für Verbraucherangelegenheiten sowie im Anschluss zwischen dem 1. Oktober 1992 und dem 14. Dezember 1993 Minister für Verkehrsentwicklung (Minister of Transport Development).
Nach der Niederlage der Labor Party bei der Wahl am 11. Dezember 1993 wurde Barbara Wiese in das Schattenkabinett ihrer Partei unter dem nunmehrigen Oppositionsführer Lynn Arnold berufen und übernahm in diesem vom 14. Dezember 1993 bis zum 23. September 1994 die Funktionen als „Schattenministerin für Verkehr“ und als „Schattenministerin für Wohnungsbau, Stadtentwicklung und Kommunalverwaltung“. Im Anschluss gehörte sie noch vom 18. Oktober 1994 bis zum 15. September 1995 dem Überprüfungsausschuss für Gesetzgebung (Legislative Review Committee) als Mitglied an. Am 16. November 1995 wurde ihr der Höflichkeitstitel The Honourable verliehen.

## Hintergrundliteratur
- Parliament of South Australia: Statistical Record of the Legislature 1836–2007 (Memento vom 11. März 2019 im Internet Archive)